# 护航航空母舰

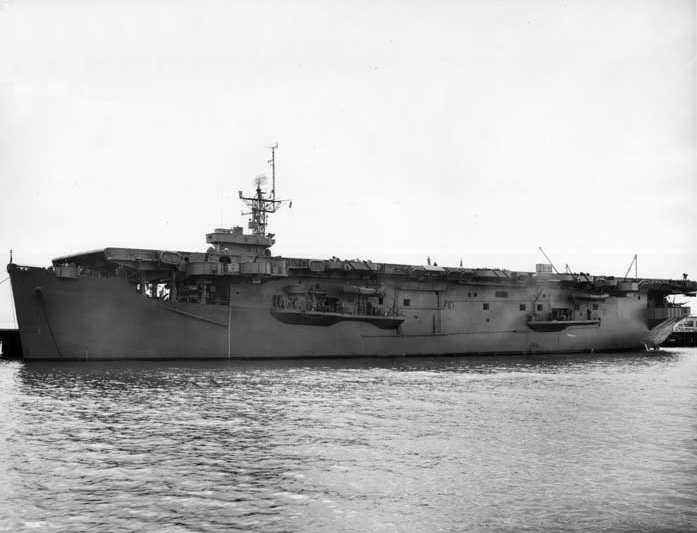
美国海军博格级護航航空母艦巴恩斯號護航航空母艦（USS Barnes CVE-20），1943年時攝於加州馬雷島海軍造船廠（Mare Island Naval Shipyard）

护航航空母舰（英語：escort carrier），美軍暱稱為“吉普航母”（jeep carrier）或“小平頭”（baby flattop）、英国皇家海军則暱稱為“超商航母”（Woolworth Carrier），是在第二次世界大战中出现的一种小型航空母舰，通常用于执行保護运输船队免受敌方水面舰艇及水下潜艇攻击的护航任务。護航航空母艦的出现起源於1930年代，當時英国皇家海军发现有必要为货运航线提供保护。此類航空母艦的特色是航速慢、飛機裝載量少，且大部分由貨輪（主要是自由輪）等其他用途的船艦改造而來。
在大西洋戰區，護衛航空母艦的主要任務是護衛運輸船團，避免運輸艦遭軸心國海洋巡邏機或潛艦襲擾；在雷達技術成熟後則改組成獵殺支隊，使用艦載機在大洋中獵殺潛艦。
在太平洋戰區，護衛航空母艦因為速度不夠沒辦法和正規航艦部隊共同行動；但它的艦載機仍提供兩棲艦隊與登陸部隊大量的空中掩護，尤其在特別攻擊隊肆虐的戰爭末期，大量的護衛航空母艦成為防衛艦隊的基礎。
二戰後，大部分倖存的護衛航空母艦改編為飛機運輸艦，不再執行一線作戰任務，最遲在1970年代前後退役，目前已沒有任何一艘相關艦型服役。

## 簡介
護衛航艦的概念雖然在1930年代逐漸成形，但是受限於倫敦海軍條約限制建造1萬噸以下的小型航艦之故，所以大部分國家沒有將重心放在此型艦種身上。而1930年代各國陷入經濟蕭條，正規航艦都缺乏足夠的艦載機部隊，當然也沒有足夠資源去照顧這種單位。但1939年德國向波蘭宣戰後，英國再度察覺自己需要非常龐大的護航艦隊來捍衛國家的海上生命線，而在兩次大戰間成熟的飛機技術將能改變、並強化既有的反潛能量；但是開戰初一應俱缺的困境下英國急忙拼湊出戰鬥機彈射船和彈射飛機商船湊合來抵抗德國的海洋巡邏機，另外還有幾艘商船航空母艦加入護航之列。
而第一艘正式服役的護衛航空母艦為英國海軍由擄獲的德國漢諾威號商船改造，1941年6月出廠，改名為大膽號（HMS Audacity），但很快地就在同年12月遭德國擊沉。
美國的護衛航母則最初不是為了護航而用，而是當時任海軍中將的小威廉·海爾賽提案為培訓更多的海軍飛行員應收購船隻改造為輔助艦艇用。1941年由美國海軍收購民間C3型貨船，在1941年6月出廠，更名為長島號（USS Long Island，AVG-1）。

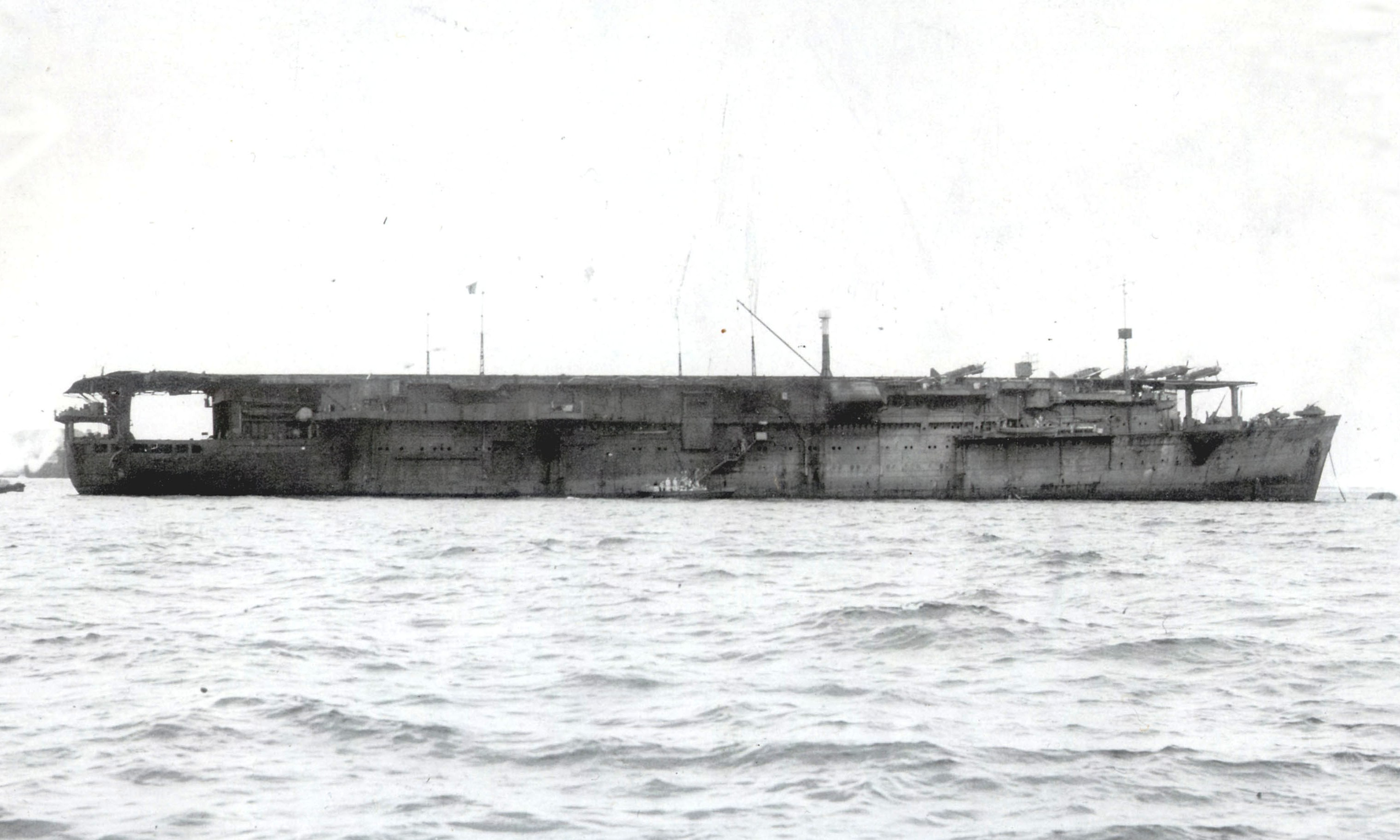
客貨輪改裝的日本大鷹級

與正規航艦相比，美國輔助航艦的水手們用可燃（Combustible）、脆弱（Vulnerable）、消耗品（Expendable）來挖苦自己的軍規編號CVE。事實也證明它們的挖苦並非毫無道理，許多的輔助航艦被打中1發魚雷或是1架自殺機就可輕易擊沉；但是有更多的護航空母建造投入戰場，且以壓倒性的數量捍衛盟軍的生命線協助盟軍贏得海上戰場的全面控制。二戰中美國建造了130艘護衛航空母艦，而英國只建了6艘，英國操作的護航空母絕大部分都是由租借法案轉移而來。
相較起同盟國以流水線大量生產的護衛航空母艦，軸心國有使用護衛航空母艦者只有日本帝國海軍，船隻來源大多是在戰前由政府補助且介入設計建造，可以迅速改造的客貨輪徵收而來。不過日本製造這些軍艦最初就知道它們的速度無法和正規艦隊一同運用，目的也不是為了護航，而是拿來作為飛機運輸艦使用，比較偏向戰後美國海軍思維。直到美軍潛艦在南太平洋等地大肆獵殺日本運輸船隊時，帝國海軍才驚覺對於護航制度的欠缺，並到1943年才設置海上護衛總司令部統籌協調，並將一些小型的改造航艦與舊式飛機移交給該單位作為護衛航空母艦運用。包括尚未沉沒的大鷹級航空母艦、雲鷹號、神鷹號等4艘。然而這些船艦缺乏美造CVE上的油壓飛機彈射器，所以沒辦法起降較大型的艦上攻擊機；飛機上也沒有可靠的雷達，實際反潛性能相當匱乏，因此大部分護衛航空母艦都是遭原本應成為獵物的潛艦給獵殺掉。

## 二戰後
二戰有兩種飛行器的發明改變了日後的空中秩序：噴射戰鬥機與直升機。噴射戰鬥機的出現讓航空母艦朝向巨型化發展，使中小型航艦的出場機會大減；然而直升機卻讓小型航空母艦發揮更多可能性，這種過渡時期美國海軍利用護衛航空母艦改造測試。1955年，美軍將太提斯灣號護衛航空母艦改裝成直升機航空母艦（CVHA-1）藉以測試它在兩棲作戰的適性；後來太提斯灣號實施更徹底的改造，並更改代號為LPH-6，成為兩棲突擊艦。雖然此艦只服役到1964年，但它的測試數據與操作經驗成為未來美國硫磺島級兩棲突擊艦等一系列兩棲戰艦的基礎。

### 引用
1. ↑  Hague 2000 p.83